# Gromning
Gromning (efter engelskans grooming, "sköta, ansa, rykta, förbereda"; känt som child grooming på engelska), är processen när vuxna personer tar kontakt med barn i sexuellt syfte. Processen kännetecknas av att en vuxen person tar kontakt med ett barn, skapar känslomässiga band i syfte att utnyttja barnet sexuellt med hjälp av teknologin (till exempel via webbkamera, mobil eller liknande) och/eller för att arrangera ett fysiskt möte med barnet i syfte att sexuellt utnyttja och/eller begå sexuellt övergrepp. I engelskan omfattar ordet även "i syfte att locka barn till sexuellt utnyttjande", såsom barnarbete, prostitution och produktion av barnpornografi.
När gromning sker via internet kallas det nätgromning eller gromning på nätet och kontakterna kan ske överallt på nätet där unga vistas, till exempel i chattar och forum, via onlinespel och sociala medier. Förövarna kan exempelvis muta sig till att barn skickar bilder och videoklipp av sexuell karaktär genom att lova att barnet kommer få pengar eller något betalt åt dem. Ett annat tillvägagångssätt är att förövaren försöker hota barnen för att få dem att göra som de vill.
I England, USA, Australien och Skottland finns sedan tidigare lagar mot gromning. 
Gromning är förbjudet i Sverige sedan 1 juli 2009 och den som gör sig skyldig till gromning kan dömas för kontakt med barn i sexuellt syfte till böter eller fängelse i högst ett år. Forskarna Marie Eneman, Alisdair Gillespie och Bernd Stahl pekade redan år 2010 i en forskningsartikel på trubbigheten med lagens konstruktion och argumenterade redan då att lagen kommer att bli svår att tillämpa. 2015 redovisades en utredning med en översyn av lagstiftningen, som ledde till vissa förändringar från och med 1 januari 2018. Hundratals fall av gromning anmäls varje år i Sverige. Enligt Brottsförebyggande rådet tros mörkertalet vara stort.